# Let’s Get to It Tour
Let’s Get to It Tour — третий концертный тур австралийской певицы Кайли Миноуг в поддержку её четвёртого студийного альбома Let's Get to It. По словам самой Миноуг, этот тур представляет собой обновлённую версию её предыдущего концертного шоу Rhythm of Love Tour, с которым певица посетила города Австралии и Азии. Музыкальная программа для Let's Get to It Tour была несколько изменена: в сет-лист были добавлены композиции из новой пластинки, написанные самой Миноуг. Кроме того, специально для шоу были созданы новые концертные наряды, которые разработал модельер Джон Гальяно.

## Восприятие
После первого концерта в рамках тура таблоиды раскритиковали Миноуг за подражание Мадонне, сравнивая Let's Get to It Tour с гастрольным туром Мадонны Blond Ambition World Tour. Отдельной критике также подверглись наряды певицы. В 2014 году Гордон Барр из Chronicle Live назвал выступление Кайли Миноуг в рамках шоу «безупречным», и, по словам обозревателя, такие выступления ему нечасто доводилось видеть на других концертах.

## Сет-лист
1. «Step Back in Time»
2. «Wouldn’t Change a Thing»
3. «Got to Be Certain»
4. «Always Find the Time»
5. «Tears on My Pillow»
6. «Secrets»
7. «Let’s Get to It»
8. «Word Is Out»
9. «Finer Feelings»
10. «I Should Be So Lucky»
11. «Love Train»
12. «If You Were with Me Now»
13. «Je Ne Sais Pas Pourquoi»
14. «Too Much of a Good Thing»
15. «Hand on Your Heart»
16. «What Do I Have to Do?»

На бис:
1. «I Guess I Like It like That»
2. «The Loco-Motion»
3. «Shocked»1
4. «Better the Devil You Know»

1Рэп читал Jazzi P в Дублине и Лондоне.

## Даты концертов
| Дата            | Город     | Страна    | Арена                         |
| --------------- | --------- | --------- | ----------------------------- |
| 25 октября 1991 | Плимут    | Англия    | Plymouth Pavilions            |
| 26 октября 1991 | Бирмингем | Англия    | NEC Arena                     |
| 27 октября 1991 | Ноттингем | Англия    | Nottingham Royal Concert Hall |
| 29 октября 1991 | Лондон    | Англия    | Wembley Arena                 |
| 30 октября 1991 | Лондон    | Англия    | Wembley Arena                 |
| 31 октября 1991 | Манчестер | Англия    | Manchester Apollo             |
| 1 ноября 1991   | Уитли-Бэй | Англия    | Whitley Bay Ice Rink          |
| 3 ноября 1991   | Абердин   | Шотландия | AECC Arena                    |
| 4 ноября 1991   | Эдинбург  | Шотландия | Edinburgh Playhouse           |
| 5 ноября 1991   | Эдинбург  | Шотландия | Edinburgh Playhouse           |
| 6 ноября 1991   | Шеффилд   | Англия    | Sheffield City Hall           |
| 8 ноября 1991   | Дублин    | Ирландия  | Point Theatre                 |

## Персонал
Данные адаптированы с официального сайта Кайли Миноуг
- Кайли Миноуг — постановка, концепция, наряды
- Терри Блейми — администратор
- Адриан Скотт — музыкальный директор
- Ник Питтс — тур-менеджер
- Генри Крэллам – менеджер по производству
- Клайв Фрэнкс — звукорежиссёр
- Джонатан Смитон – директор по освещению
- Венол Джон — хореограф
- Ивонн Саваж — ассистент
- Джон Гальяно — наряды

Музыканты
- Адриан Скотт — клавишные
- Джон Крич — ударные
- Джейми Джардин — гитара
- Крейг Ньюман — бас
- Таня Смит — клавишные
- Джейми О’Нил — бэк-вокал
- Сюзи Ахерн — бэк-вокал
- Джеймс Ульюав — бэк-вокал

Танцоры
- Венол Джон — танцор
- Ричард Аллен — танцор
- Козима Дастинг — танцор
- Симона Кэй — танцор
- Митчелл Бартлетт — танцор

## Трансляции и записи
Live! (в Австралии вышел под названием Live in Dublin) — видеоальбом австралийской певицы Кайли Миноуг. Был записан во время концерта в Дублине 8 ноября 1991. 9 апреля 1992 года лейбл EMI осуществил релиз альбома по всему миру; в тот же день Live! вышел в Австралии на лейбле Mushroom Records исключительно в формате VHS. Хотя песни «Hand on Your Heart», «Je Ne Sais Pas Pourquoi», «Enjoy Yourself», «Secrets» и «Tears on My Pillow» присутствуют в сет-листе тура — из VHS-релиза они были вырезаны. Для видео-релиза песни «Got to Be Certain», «Finer Feelings» и «I Guess I Like It like That» были отредактированы.

### Список композиций
1. «Step Back in Time»
2. «Wouldn’t Change a Thing»
3. «Got to Be Certain»
4. «Always Find the Time»
5. «Let’s Get to It»
6. «Word Is Out»
7. «Finer Feelings»
8. «I Should Be So Lucky» (Extended Mix)
9. «Love Train»
10. «If You Were with Me Now»
11. «Too Much of a Good Thing»
12. «What Do I Have to Do?»
13. «I Guess I Like It like That»
14. «The Loco-Motion»
15. «Shocked»
16. «Better the Devil You Know»